# براوليو بايزا
براوليو بايزا (بالإسبانية: Braulio Baeza)‏ هو مدرب كرة قدم ولاعب كرة قدم تشيلي، ولد في 1 يوليو 1990 في رانكاغوا في تشيلي. لعب مع نادي أوهيجينس.

## وصلات خارجية
- براوليو بايزا على موقع قاعدة بيانات كرة القدم.إي يو (الإنجليزية)
- براوليو بايزا على موقع Soccerway.com (الإنجليزية)
- براوليو بايزا على موقع AS.com (الإسبانية)